# Drnovice (Vyškov)
Drnovice (in tedesco Drnowitz) è un comune della Repubblica Ceca facente parte del distretto di Vyškov, in Moravia Meridionale.